# Морозовський округ (РСФРР)
Морозовський округ — адміністративно-територіальна одиниця РСФРР, що існувала в 1924—1925 роках.

## Історія
Морозовський округ було утворено у червні 1924 року.
Центром Морозовського округу була станиця Морозовська.
В червні 1925 року Морозовський округ було скасовано, а територія увійшла до Шахтинского округу Північно-Кавказького краю.

## Склад
На 1 жовтня 1924 року в окрузі налічувалися 4 райони:
- Маньково-Березовський район,
- Морозовський район,
- Обливський район,
- Тацинський район.

У них було 42 сільські ради й 390 населених пунктів.